# Furkan Bayrak
Furkan Bayrak (ur. 19 listopada 1995) – turecki zapaśnik walczący w stylu klasycznym. Brązowy medalista na akademickich MŚ w 2016. Srebrny medalista Igrzysk Solidarności Islamskiej w 2017 i brązowy w 2021. Dwunasty w indywidualnym Pucharze Świata w 2020. Trzeci w Pucharze Świata w 2016 i piąty w 2014. Mistrz świata juniorów w 2014. Wicemistrz Europy juniorów w 2014, a trzeci w 2015 roku.